# 미스 에이전트
《미스 에이전트》(영어: Miss Congeniality)는 2001년에 개봉한 미국의 액션 코미디 영화이다. 도널드 피트리가 연출하고, 마크 로런스, 케이티 포드, 캐린 루커스가 공동 각본을 작성하였다. 샌드라 불럭이 제작과 주연을 맡고, 마이클 케인, 벤저민 브랫, 캔디스 버건, 윌리엄 섀트너, 어니 허드슨 등이 출연하였다.
엇갈린 평을 받았으나 흥행에 성공하였다. 이 영화를 통해 주연 샌드라 불럭은 2001년 제58회 골든 글로브상 코미디·뮤지컬 부문 여우주연상 후보에 올랐다.
속편 《미스 에이전트 2》(2005)로 이어진다.

## 줄거리
테러리스트 "더 시티즌"이 곧 텍사스주 샌안토니오에서 열리는 미인 대회 미스 USA에서 테러를 저지르겠다고 예고한다.
FBI 특수 요원 그레이시는 출전자로 위장한 요원을 하나 심고 5위 안에 들게 하여 대회 전반에 접근 가능하게 만들자는 묘안을 낸다. 그러나 적격자가 나타나지 않자 그레이시 본인이 실격 예정인 미스 뉴저지를 대신하여 출전하게 된다.

## 출연
- 샌드라 불럭 - FBI 특수 요원 그레이시 하트 역. 28살.
  - 메리 애슐리 그린 - 그레이시 하트 아역. 10살.
- 마이클 케인 - 빅터 멜링 역. 미인대회 코치.
- 벤저민 브랫 - FBI 요원 에릭 매슈스 역. 그레이시의 파트너.
- 캔디스 버건 - 캐시 모닝사이드 역. 전 미인 대회 우승자이자 현 대회 연출자.
- 윌리엄 섀트너 - 스탠 필즈 역. 사회자.
- 어니 허드슨 - FBI 부국장 해리 맥도널드 역
- 헤더 번스 - 셰릴 프레이저 역. 미스 로드아일랜드. 과거 과격 동물권 단체와 연관된 적이 있다.
- 멀리사 디수자 - 캐런 크랜츠 역. 미스 뉴욕.
- 디어드러 퀸 - 메리 조 라이트 역. 미스 텍사스.
- 웬디 라켈 로빈슨 - 레슬리 데이비스 역. 미스 캘리포니아.
- 에이샤 더마코스 - 얼래나 크루슨 역. 미스 하와이.
- 스티브 먼로 - 프랭크 토빈 역. 캐시의 조수.
- 존 디레스타 - 클론스키 요원 역

## 제작

### 섭외
주인공 그레이시 하트의 남성 상대역인 에릭 매슈스 역 오디션을 본 배우 중에는 휴 잭맨이 있다. 맷 딜런이 거의 캐스팅될 뻔 했으나 배역 비중을 키워달라고 요구하면서 이전에 샌드라 불럭과 《데몰리션 맨》(1993)에 함께 출연했던 벤저민 브랫에게 배역이 돌아갔다.

## 사운드트랙
1. "One in a Million" - 보손 (3:30)
2. "If Everybody Looked the Same" - 그루브 아마다 (3:40)
3. "She's a Lady (The BT Remix)" - 톰 존스 (4:21)
4. "Anywhere USA" - P.Y.T. (4:06)
5. "Dancing Queen" - 에이틴스 (3:50)
6. "Let's Get It On" - 레드 베넘 (3:26)
7. "Get Ya Party On" - 바하 멘 (3:20)
8. "None of Your Business" - 솔트앤페파 (3:34)
9. "Mustang Sally" - 커미트먼트 (4:59)
10. "Bullets" - 밥 슈나이더 (4:25)
11. "Liquored Up and Lacquered Down" - 서던 컬처 온 더 스키즈 (2:26)
12. "Miss United States (Berman Brothers Mix)" - 윌리엄 섀트너 (3:38)
13. "One in a Million (Bostrom Mix)" - 보손 (3:33)

## 우리말 녹음
SBS 성우진 (2004년 1월 4일)
- 정미숙 - 그레이시 하트(샌드라 불럭)
- 김준 - 에릭 매슈스(벤저민 브랫)
- 탁원제 - 빅터 멜링(마이클 케인)
- 이선영 - 캐시 모닝사이드(캔디스 버건)
- 김태훈 - 스탠 필즈(윌리엄 섀트너)
- 황원 - 해리 맥도널드(어니 허드슨) / 방송 제작진(돈 캐스)
- 이재용 - 클론스키 요원(존 디레스타)
- 김영훈 - 해리스(켄 토머스) / 경비원(지미 그레이엄)
- 배주영 - 셰릴(헤더 번스)
- 손선근 - 프랭크(스티브 먼로)
- 오수경 - 얼래나(에이샤 더마코스) / 방송 제작진(로리 거즈다)
- 변종필 - 젠슨(크리스토퍼 셰이)
- 김지영 - 메리(디어드러 퀸)
- 민지 - 레슬리(웬디 라켈 로빈슨)
- 이자명 - 캐런(멀리사 디수자)

KBS 성우진 (2014년 3월 14일)
- 정미숙 - 그레이시 하트(샌드라 불럭)
- 장민혁 - 에릭 매슈스(벤저민 브랫)
- 김정호 - 빅터 멜링(마이클 케인)
- 송도영 - 캐시 모닝사이드(캔디스 버건)
- 장승길 - 스탠 필즈(윌리엄 섀트너)
- 김소형 - 해리 맥도널드(어니 허드슨) / 프랭크(스티브 먼로) / 방송 제작진(돈 캐스)
- 김석환 - 클론스키(존 디레스타) / 경비원(지미 그레이엄)
- 김희진 - 캐런(멀리사 디수자)
- 윤세웅 - 젠슨(크리스토퍼 셰이)
- 양유진 - 얼래나(에이샤 더마코스)
- 신송이 - 레즐리(웬디 라켈 로빈슨)
- 홍수정 - 메리(디어드러 퀸) / 방송 제작진(로리 거즈다)
- 이미연 - 셰릴(헤더 번스)